# Hyperolius diaphanus
Hyperolius diaphanus är en groddjursart som beskrevs av Laurent 1972. Hyperolius diaphanus ingår i släktet Hyperolius och familjen gräsgrodor. IUCN kategoriserar arten globalt som otillräckligt studerad. Inga underarter finns listade i Catalogue of Life.